# Deenwood
Deenwood és una concentració de població designada pel cens dels Estats Units a l'estat de Geòrgia. Segons el cens del 2000 tenia 1.836 habitants.

## Demografia
Segons el cens del 2000, Deenwood tenia 1.836 habitants, 761 habitatges, i 554 famílies. La densitat de població era de 210,4 habitants per km².
Dels 761 habitatges en un 29,2% hi vivien nens de menys de 18 anys, en un 58,9% hi vivien parelles casades, en un 10,8% dones solteres, i en un 27,2% no eren unitats familiars. En el 25,2% dels habitatges hi vivien persones soles el 10,1% de les quals corresponia a persones de 65 anys o més que vivien soles. El nombre mitjà de persones vivint en cada habitatge era de 2,4 i el nombre mitjà de persones que vivien en cada família era de 2,84.
Per edats la població es repartia de la següent manera: un 22,7% tenia menys de 18 anys, un 8,1% entre 18 i 24, un 26,3% entre 25 i 44, un 25,9% de 45 a 60 i un 17% 65 anys o més.
L'edat mediana era de 41 anys. Per cada 100 dones de 18 o més anys hi havia 86,4 homes.
La renda mediana per habitatge era de 35.559 $ i la renda mediana per família de 44.167 $. Els homes tenien una renda mediana de 32.250 $ mentre que les dones 25.446 $. La renda per capita de la població era de 17.074 $. Entorn del 10,4% de les famílies i el 14,9% de la població estaven per davall del llindar de pobresa.

## Poblacions més properes
El següent diagrama mostra les poblacions més properes.